# I Missed Again
I Missed Again is een nummer van de Britse muzikant Phil Collins uit 1981. Het is de tweede single van zijn eerste soloalbum Face Value.
"I Missed Again" bevat een saxofoonsolo van de Britse jazzmuzikant Ronnie Scott. Zoals meerdere nummers op "Face Value", gaat het nummer over Collins' boosheid en frustratie over zijn scheiding. Aanvankelijk zou het nummer "I Miss You, Babe" heten. De plaat bereikte de 14e positie in het Verenigd Koninkrijk. In Nederland flopte het echter met een 5e positie in de Tipparade, maar desondanks werd het wel een radiohit. Succesvoller was het in de Vlaamse Radio 2 Top 30, waar het de 30e positie bereikte.